# Sara Gill
Sara Gill (en urdu: سارہ گِل‎) es una médica paquistaní y activista por los derechos transgénero.

## Educación
Gill fue educada en la Escuela de la Fuerza Aérea de Pakistán. Luego se matriculó en la Jinnah Medical and Dental College, Karachi y se graduó en enero de 2021, convirtiéndose en la primera doctora transgénero en Pakistán. Fue seleccionada por el Departamento de Estado de EE. UU. para el Programa de Becas IVLP. Durante su carrera de medicina decidió declarar su identidad de género; su familia, que la había estado obligando a mantenerlo en secreto, la abandonó después de que ella lo confesó públicamente. Ella ha declarado: "Nuestra comunidad gozaba de un tremendo respeto en el Islam así como en la historia de los gobernantes musulmanes" y "Fue sólo después de que los británicos llegaron a este continente que fuimos declarados criminales por ley y desde entonces, nuestra comunidad se enfrenta constantemente a situaciones de discriminación y se ha convertido en un símbolo de vergüenza".

## Activismo
Gill es presidenta de una ONG llamada Moorat Interactive Society, así como miembro de la Gender Interactive Alliance (GIA), que trabaja para poner fin a la violencia y la discriminación contra la comunidad transgénero. Es una destacada activista y ha representado a la comunidad transgénero de Pakistán en varios foros nacionales e internacionales, y ha dirigido campañas de concientización sobre el VIH/SIDA. Ha criticado la Ley de Personas Transgénero (Protección de Derechos) de 2018 por insuficiencias con respecto a sus definiciones de transgénero e intersexual. Sus organizaciones abogan por la igualdad y los derechos civiles de las personas transgénero, "incluidos, entre otros, intersexuales, transexuales, hijra, khwaja sira, butch, transformistas y travestis" en Pakistán.  